# Austin J40

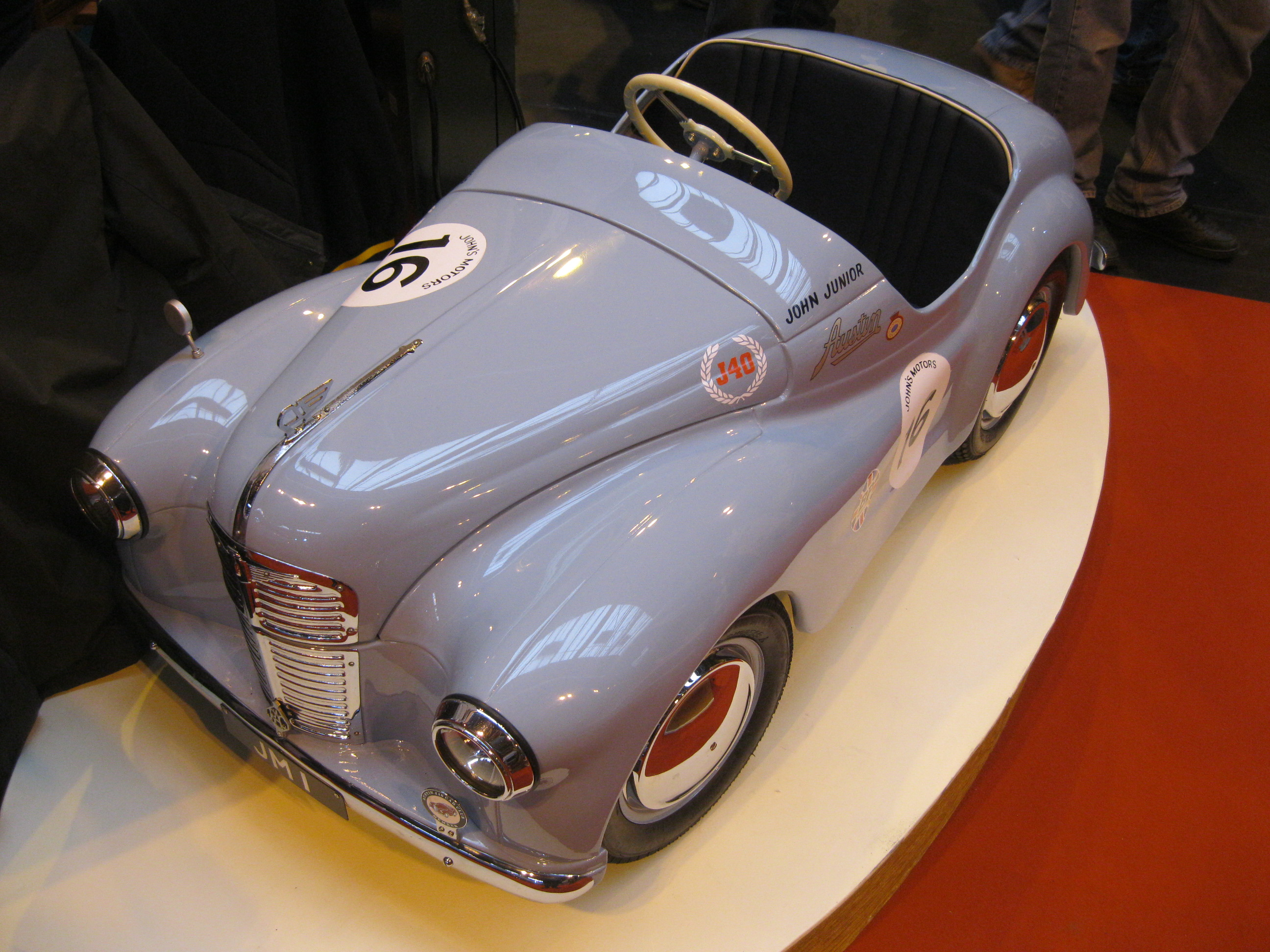
Austin J40 trapauto, tentoongesteld op de Classic Car show, NEC Birmingham, 15-17 november 2013

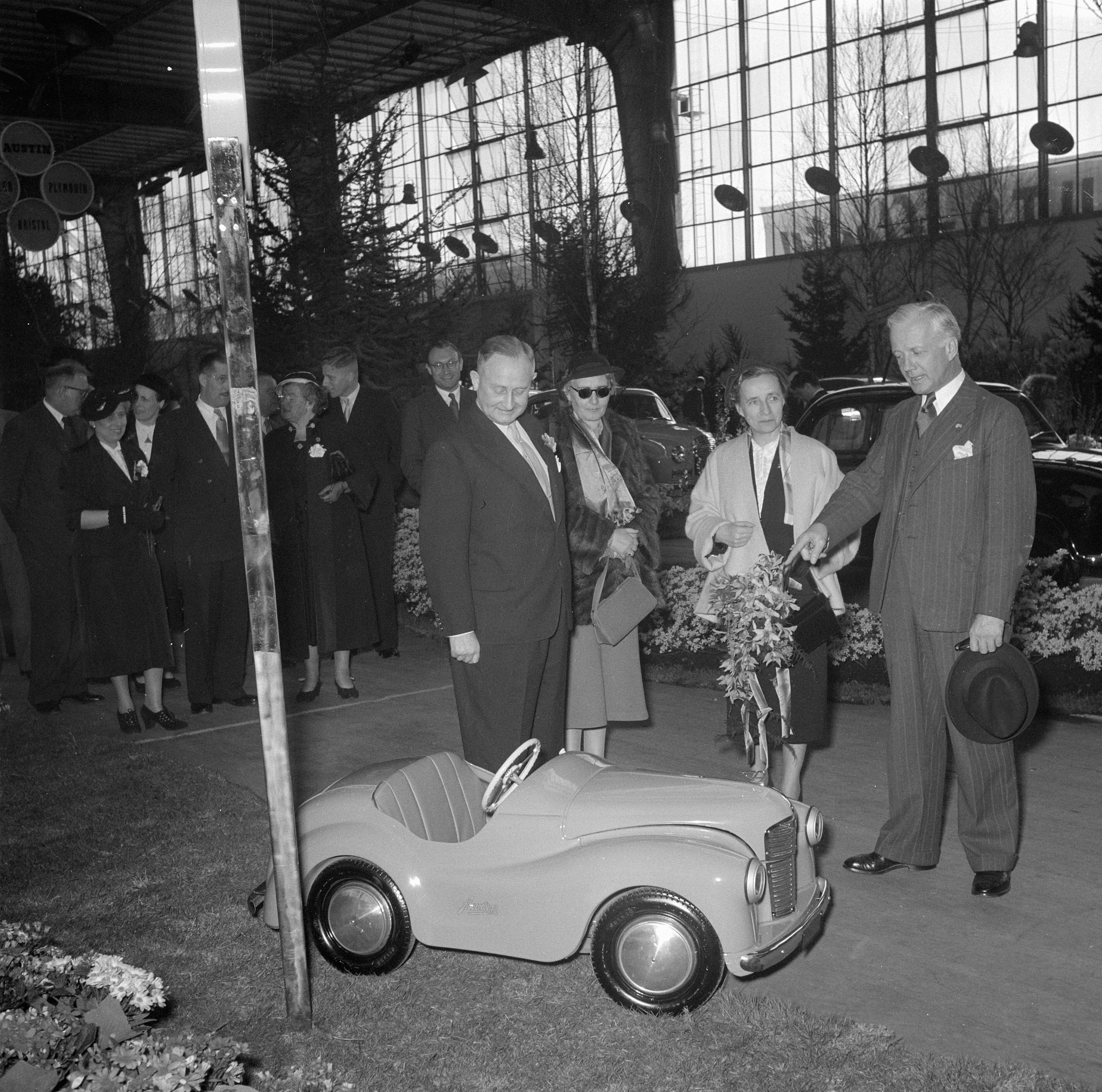
Opening autotentoonstelling, 1953

De Austin J40 was een luxueus ingerichte trapauto als kinderspeelgoed, die vervaardigd werd in opdracht van Austin in Bargoed (Wales).
De Austin J40 werd in geboren uit een sociaal werkgelegenheidsproject in Wales. Wegens stoflongen afgekeurde mijnwerkers konden aan dit voor hen opgerichte project deelnemen. Het materiaal was afkomstig van restmateriaal uit de Austin fabriek in Longbridge. Afgezien van dat dit bedrijf werk bood aan de ex-mijnwerkers, bood het ook een goede leerschool voor toekomstige managers van de Austin Motor Company om met personeel om te gaan. Het bedrijf gaf werk aan 250 man.
Het prototype uit 1946, de Joy1, was gebaseerd op de Austin 8 road car uit 1940. Na de prototypen Joy2, Joy3 en Joy4 kwam in 1949 de Pathfinder, met een carrosserie gebaseerd op de OHV Austin Seven Racer uit de jaren 30. In juli 1949 startte de productie in een kleine fabriek, de Austin Junior Car Factory, in Bargoed in het zuiden van Wales, maar eindigde in 1950 wegens tegenvallende verkoopcijfers. Opvolger werd de Austin Junior 40 (J40), die gebaseerd was op het populaire model van de Austin A40 Devon en Dorset en die vanaf 1950 in productie ging. Hij bezat een te openen motorkap, een imitatiemotor met echte bougies, op een batterij werkende koplampen, een claxon, een met kunstleer gestoffeerde zitting, een imitatie instrumentenpaneel, afneembare wielen met Dunlop luchtbanden, een te openen klep van de bagageruimte en een handrem. Voorts waren veel onderdelen verchroomd. In 1957 werd een verlengde versie met werkende benzinemotor in de bagageruimte en met aandrijving op de achteras uitgebracht, en waarbij de trappers achterwege waren gelaten.
De J40 was in eerste instantie bedoeld als exportartikel naar de Verenigde Staten, maar later ook voor Canada en Denemarken. In Nederland werd de Austin J40 geïmporteerd door firma R.S. Stokvis. Hoewel er geen productie meer plaatsvindt, kunnen onderdelen nog steeds besteld worden.
 Jaarlijks vinden op het circuit van Goodwood nog steeds, sinds de oprichting van Austin J40 Pedal Car Club in 1983, rally’s voor kinderen plaats. 
Verder werden de wagentjes onder meer gebruikt voor verkeersles aan kinderen, in een draaimolen op kermissen en als reclameobject. Er zijn ook een aantal exemplaren omgebouwd met een benzinemotor. Van de J40 zijn tot het eind van de productie in 1971 32.098 exemplaren verkocht.
De auto was verkrijgbaar in verschillende kleuren en er werd ook een rood exemplaar gebruikt als trekpleister voor het maken van kinderfoto’s, zoals bij Diergaarde Blijdorp in Rotterdam.